# Стефан Константин
Стефан Константин (на сръбски: Стефан Константин) е крал на Сръбското кралство през 1321 – 1322 година.
Роден е около 1282 година и е син на крал Стефан II Милутин, вероятно от първата му жена Елена Дукина Ангелина. Първоначално получава като владение областта Зета, а след бунта на брат му Стефан Дечански е обявен за престолонаследник. Наследява трона след смъртта на баща си през 1321 година, но година по-късно е свален и убит от Стефан Дечански.